# 흥성로
흥성로(Heungseong-ro) 전라남도 보성군 장흥읍 에서 보성군 미력면을 잇는 전라남도의 도로이다.

## 연혁
- 2009년 7월 3일 : 2개 이상 시·군에 걸쳐 있는 광역도로로 흥성로를 고시[1]

## 주요 경유지
전라남도
- 장흥군 (장흥읍 . 부산면 . 장동면) - 보성군 (보성읍)

## 노선
| 이름              | 접속 노선                     | 소재지        | 소재지                    | 비고                 |
| ----------------- | ----------------------------- | ------------- | ------------------------- | -------------------- |
| (이름없음)        | 장흥대로                      | 장흥군        | 장흥읍                    |                      |
| 군민회관오거리    | 남부관광로                    | 장흥군        | 장흥읍                    |                      |
| 원도사거리        | 원도1길 제암산길              | 장흥군        | 장흥읍                    |                      |
| (이름없음)        | 산단로                        | 장흥군        | 장흥읍                    |                      |
| 월계교            |                               | 장흥군        | 장흥읍                    |                      |
| (부산진입로)      | 국도 제2호선 (녹색로)         | 장흥군        | 부산면                    |                      |
| 부산 교차로       | 국도 제2호선 (녹색로)         | 장흥군        | 부산면                    |                      |
| 호계삼거리        | 부산로                        | 장흥군        | 부산면                    |                      |
| 호계교            |                               | 장흥군        | 부산면                    |                      |
|                   | 장동면                        | 장흥군        |                           |                      |
| 배산교            |                               | 장흥군        |                           |                      |
| 장동초교앞 교차로 | 지방도 제839호선 (북교반산로) | 장흥군        | 지방도 제839호선구간      |                      |
| 장동회전 교차로   | 곰치로 배산우봉길             | 장흥군        | 지방도 제839호선구간      |                      |
| 모렴교            |                               | 장흥군        |                           |                      |
| 보성군            | 보성읍                        |               |                           |                      |
| 보성군            | 보성읍                        | 대야리삼거리  | 강산길                    |                      |
| 보성군            | 보성읍                        | 버드재고개    |                           |                      |
| 보성군            | 보성읍                        | 원봉삼거리    | 지방도 제895호선 (일람로) | 지방도 제895호선구간 |
| 보성군            | 보성읍                        | 장거리 교차로 | 송재로                    | 지방도 제895호선구간 |
| 보성군            | 보성읍                        | (이름없음)    | 중앙로 녹차로             | 지방도 제895호선구간 |
| 보성군            | 보성읍                        | 보성육교      |                           | 지방도 제895호선구간 |
| 보성군            | 보성읍                        | 동암삼거리    | 용문길                    | 지방도 제895호선구간 |
| 보성군            | 보성읍                        | 보성교        |                           |                      |
| 보성군            | 보성읍                        | 초당 교차로   | 국도 제18호선 (화보로)    |                      |

## 주요 시설및 건물
- 정남진도서관 (흥남로 23/건산리 211-8)
- 장흥군민회관 (흥남로 55/건산리 379-1)
- 장동초등학교 (흥성로 1500/북교리 306-4)
- 장흥장동우체국 (흥성로 1551/북교리 15-6)
- 장덩119지역대 (흥성로 1564/북교리 1-8)